# International Karate +
International Karate +, часто сокращенно IK+ — компьютерная игра в жанре файтинг, симулятор боев карате, разработанная и выпущенная в 1987 году компанией System 3 на платформах Commodore 64, Amstrad CPC и ZX Spectrum, позже портированная на ряд платформ. Версия для Commodore 64 версии была выпущена в США под названием Chop N' Drop.

## Игровой процесс
Три каратиста дерутся друг против друга на пляже. Выигрывает первый, кто наберет шесть очков. После каждых двух раундов становится доступной бонусный уровень, в котором надо отбивать прыгающий шарик или отбрасывать ногами бомбы. В версии для C64 доступен только первый из бонусных уровней. В игру могут играть один или два игрока, и как минимум один из бойцов управляется компьютером.
Наиболее важными изменениями по сравнению с International Karate являются увеличенная скорость опроса джойстика, повышающая отзывчивость управления, более плавная и чёткая анимация, динамические фоны и добавление третьего бойца, управляемого компьютером или другим игроком, что позволяло двум игрокам объединить усилия против управляемого компьютером оппонента.

## Разработка
Основным разработчиком игры был Арчер Маклейн. Музыка для исходной версии была написана Робом Хаббардом, а для порта на Amiga — Дэйвом Лоу. Саундтрек игры получил награду «Лучший 16-битный саундтрек года» церемонии Golden Joystick Awards.

## Порты и ремейки
16-разрядные версии игры были выпущены в 1988 году для домашних компьютеров Atari ST и Amiga. За исключением музыки, за которую отвечал Дэйв Лоу, версия для Atari ST была полностью разработана Арчером Маклейном. Для создания фоновых картинок и спрайтов использовался растровый редактор NeoChrome. Игра была написана на компьютере IBM PC на языке ассемблера с использованием программы кросс-компилирования. Разработка заняла 6 месяцев, однако последующее портирование на Amiga заняло всего неделю, поскольку Маклейн практически не использовал специфичные для операционной системы вызовы.
Улучшенная версия игры под названием International Karate Deluxe (также известная как IK++) разрабатывалась для компьютеров Atari ST и Amiga в 1987—1988 годах, но не была выпущена.
Также игра была выпущена компанией Activision в 1988 году на компьютере Commodore 64 под названием Chop N' Drop. Версия для Amiga CD32 была выпущена в 1994 году.
В 2003 году Ignition Entertainment выпустила версии IK+ для Game Boy Advance и PlayStation в Европе, не содержащие существенных изменений по сравнению с версиями для 16-битных систем. Эти версии были также выпущены в Северной Америке под названиями International Karate Advanced (GBA) и Chop 'n Drop (PS1).
Версия для C64 была также выпущена в Европе в сервисе Nintendo Virtual Console 25 июля 2008 года.

## Восприятие
| Иноязычные издания | Иноязычные издания |
| Издание            | Оценка             |
| ------------------ | ------------------ |
| Zzap!64            | 97 %               |
| Your Sinclair      | 7/10               |
| Награды            |                    |
| Издание            | Награда            |
| Zzap!64            | Золотая медаль     |